# Penepodium gorianum
Penepodium gorianum är en biart som först beskrevs av Lepeletier de Saint Fargeau 1845.  Penepodium gorianum ingår i släktet Penepodium och familjen grävsteklar. Inga underarter finns listade i Catalogue of Life.